# ۱۸ ذی‌الحجه
۱۸ ذیحجه، ۱۸مین روز ماه ذیحجه در تقویم هجری قمری است.
در تقویم هجری قمری قراردادی این روز ۳۴۳مین روز سال است.

## وقایع
- پایان طوفان نوح و قرار گرفتن کشتی نوح نبی در کوه جودی
- گلستان شدن آتش نمرود بر حضرت ابراهیم خلیل
- ۱۰ ‐ واقعهٔ غدیر خم: در عقاید شیعه در این واقعه محمد پیامبر اسلام در محلی به نام غدیر خم که مسیر کاروانیان از هم جدا می‌شد علی بن ابی طالب را جانشین و خلیفه پس از خود مشخص کرد[۱]
- ۳۵ - کشته‌شدن عثمان بن عفان سومین خلیفه مسلمین در عقیده ‌اهل‌سنت،  توسط معترضینی که به دلیل نارضایتی از حکم‌رانی‌اش، از کوفه، مصر و بصره به مدینه آمده بودند.
- ۱۲۱۶ - حمله به شهر کربلا و غارت آن توسط وهابیون در زمان حکومت عبدالعزیز بن محمد دومین حاکم دولت اول سعودی با مشارکت حدود ۱۲٬۰۰۰ وهابی که از شهر نجد عربستان به این شهر یورش بردند.

## مراسم و مناسبت‌ها
- عید غدیر خم برای شیعیان[۱]

## زادگان
- ۱۲۱۴ - مرتضی انصاری از از بزرگترین فقیهان و مراجع بزرگ تقلید اهل تشیع.

## درگذشتگان
- ۳۵ - عثمان بن عفان سومین خلیفه مسلمین در عقیده ‌اهل‌سنت
- ۱۳۱۱ - ابراهیم تادلی، صوفی و شیخ تصوف مراکشی
- ۶۷۲ - خواجه نصیرالدین طوسی شاعر، همه‌چیزدان، فیلسوف، متکلم، فقیه، ستاره‌شناس، اندیشمند، ریاضیدان، منجم، پزشک و معمار ایرانی سده هفتم.
- ۹۴۰ - محقق کرکی مرجع تقلید شیعه، مجتهد، اصولی و از علمای بزرگ عصر صفوی.